# Nwanneka Okwelogu
Nwanneka Mariauchenna „Nikki“ Okwelogu (* 5. Mai 1995 in Lagos) ist eine nigerianische Leichtathletin, die in den Disziplinen Kugelstoßen und Diskuswurf antritt. Sie war die Goldmedaillengewinnerin 2016 bei den Afrikanischen Leichtathletik-Meisterschaften im Diskuswurf. Aufgewachsen in den Vereinigten Staaten, stellte sie während ihres Studiums an der Harvard University mehrere Ivy-League-Rekorde auf.

## Leben
Geboren in Lagos, wuchs sie in Fresno, Kalifornien, auf und besuchte die Clovis West High School. Nachdem sie in der Schule bereits an Wettbewerben im Kugelstoßen und Diskuswurf teilgenommen hatte, besuchte sie ab 2013 die Harvard University und trat für das Leichtathletik-Team der Harvard Crimson an. In ihrem ersten Jahr dort brach sie den Ivy-League-Rekord im Diskuswurf mit einer Weite von 53,31 m und stellte einen Schulrekord im Kugelstoßen mit 16,05 m auf. Ihre Schwester Nonny wurde ebenfalls eine Ivy-League-Werferin und ging nach Princeton.
In der Saison 2014 feierte sie ihren ersten nationalen Erfolg mit einem Sieg im Kugelstoßen bei den nigerianischen Leichtathletik-Meisterschaften. In diesem Jahr gab sie ihr internationales Debüt. Bei den Leichtathletik-Juniorenweltmeisterschaften 2014 trat sie sowohl im Kugelstoßen als auch im Diskuswurf an und war Finalistin im Kugelstoßen. Ihre erste Medaille folgte kurz darauf bei den Leichtathletik-Afrikameisterschaften 2014, wo sie im Kugelstoßen knapp Vierte wurde, aber mit dem Diskus die Silbermedaille hinter Chinwe Okoro gewann. Mit neunzehn Jahren war sie die jüngste Teilnehmerin bei diesen Wettkämpfen. Im selben Sommer nahm sie auch an den Commonwealth Games 2014 teil, wo sie den neunten Platz im Kugelstoßen erreichte.
In der Saison 2015 verbesserte sie ihre Bestleistungen im Kugelstoßen mit einem Stoß von 17,32 m und eine Diskusbestleistung von 53,31 m. Ihre Kugelstoßbestleistung war ein Ivy-League-Rekord. Bei den NCAA Division I Indoor Track and Field Championships 2015 belegte sie den sechsten Platz. Im folgenden Jahr erreichte sie ihr erstes College-Podium mit dem dritten Platz im Kugelstoßen bei den NCAA Indoor Championships 2016. Sie war auch ein NCAA Outdoor Finalist, der den achten Platz belegte.
Okwelogu etablierte sich unter den besten Werferinnen Afrikas bei den Leichtathletik-Afrikameisterschaften 2016, indem sie die Diskus-Goldmedaille mit einer persönlichen Bestleistung von 56,75 m gewann, was Nigeria zum zweiten Sieg nach der Siegerin von 2014, Chioma Onyekwere verhalf. Sie gewann auch die Silbermedaille im Kugelstoßen hinter Auriol Dongmo aus Kamerun.